# 서경주역
서경주역(Seogyeongju station, 西慶州驛)은 경상북도 경주시 현곡면 하구리에 있는 동해선의 철도역이다.

## 역사
- 1919년 6월 25일 : 정차장 등급의 금장역(金丈驛) 영업 개시[1]
- 1935년 12월 16일 : 역원배치간이역으로 변경
- 1945년 7월 10일 : 나원역(羅原驛)으로 역명 변경 및 표준궤로 개량[2]
- 1969년 8월 1일 : 역원무배치간이역으로 격하[3]
- 1979년 10월 17일 : 현재의 역사 착공
- 1980년 4월 1일 : 보통역으로 승격[4]
- 1981년 6월 15일 : 화물 취급 개시[5]
- 1992년 11월 1일 : 금장신호장 개통, 금장삼각선 신설
- 2008년 1월 1일 : 여객 취급 중지
- 2009년 12월 1일 : 철도승차권 단말기 철거
- 2010년 11월 1일 : 여객 취급 재개
- 2010년 11월 16일 : 여객 취급 재중지
- 2013년 11월 7일 : 부산진 기점 114.8km로 변경[6]
- 2015년 5월 29일 : 화물 취급 중지[7]
- 2016년 4월 29일 : 부산진 기점 114.1km로 변경[8]
- 2017년 12월 18일 : 화물 취급 중지[9]
- 2021년 8월 26일 : 부산진 기점 113.2km 로 변경[10]
- 2021년 12월 28일: 동해선 태화강~부조 구간 이설로 서경주역으로 역명 변경 및 여객 취급 재개. 라원리에서 하구리로 이전.
- 2024년 5월 1일: ITX-마음 정차 개시

## 역 구조
2면 4면 구조의 쌍섬식 승강장이 설치되었다.

### 승강장
| ↑안강                       |
| １２ \| ３４ \|             |
| 아화(중앙선)↓/경주(동해선)↓ |

| 1,2 | 동해선 | 무궁화호 • ITX-마음 | 포항 방면          |
| 3,4 | 동해선 | 무궁화호 • ITX-마음 | 부전 · 동대구 방면 |

## 금장삼각선
이 구간이 개통하기 전 포항역, 제철역에서 서울역 방면으로 가는 열차는 경주역에서 정차를 해 방향을 바꾸어서 가야 했다. 그러한 불편을 줄이기 위해 이 노선을 개설하여 동해남부선 포항역 방면에서 중앙선으로 합류할 수 있도록 만든 노선이다. 2021년 12월 28일 도담 - 경주 구간이 이설됨에 따라 철거되었다.

## 경주삼각선
2021년 12월 28일에 완공이 되어 건천읍에서 중앙선과 분기해 아화역 방면 동해선을 잇는 새 삼각선이다.

## 인접한 역
| 동해선           | 동해선          | 동해선         |
| ---------------- | --------------- | -------------- |
| 아화 동대구 방면 | ITX-마음 동해선 | 안강 포항 방면 |
| 아화 동대구 방면 | 무궁화호 동해선 | 안강 포항 방면 |
| 안강 포항 방면   | 무궁화호 동해선 | 경주 부전 방면 |
| 아화 동대구 방면 | 누리로 동해선   | 안강 포항 방면 |